# Municipio de Veasey
El municipio de Veasey (en inglés: Veasey Township) es un municipio ubicado en el condado de Drew en el estado estadounidense de Arkansas. En el año 2010 tenía una población de 871 habitantes y una densidad poblacional de 4,14 personas por km².

## Geografía
El municipio de Veasey se encuentra ubicado en las coordenadas 33°28′10″N 91°49′5″O / 33.46944, -91.81806. Según la Oficina del Censo de los Estados Unidos, el municipio tiene una superficie total de 210.32 km², de la cual 210,31 km² corresponden a tierra firme y (0 %) 0.01 km² es agua.

## Demografía
Según el censo de 2010, había 871 personas residiendo en el municipio de Veasey. La densidad de población era de 4,14 hab./km². De los 871 habitantes, el municipio de Veasey estaba compuesto por el 82,2 % blancos, el 14,24 % eran afroamericanos, el 0,11 % eran asiáticos, el 2,3 % eran de otras razas y el 1,15 % eran de una mezcla de razas. Del total de la población el 6,08 % eran hispanos o latinos de cualquier raza.